# Былино (Ханты-Мансийский автономный округ)
Бы́лино — село в России, находится в Нижневартовском районе, Ханты-Мансийского автономного округа — Югры. Располагается село на межселенной территории, в прямом подчинении Нижневартовскому муниципальному району. Село оказывало огромную помощь во время Великой Отечественной Войны, поставляя тонны картофеля в год.

## Статистика населения
| 2010 |
| ---- |
| 46   |

## Климат
Климат резко континентальный, зима суровая, с сильными ветрами и метелями, продолжающаяся семь месяцев. Лето относительно тёплое, но быстротечное.